# Vasovasostomia
La vasovasostomia és la unió quirúrgica d'un conducte amb un altre conducte. En medicina, fa referència a la intervenció quirúrgica que torna a unir el conducte deferent en aquells homes als quals prèviament se'ls ha practicat una vasectomia.

## Factors pronòstics
Són els factors que condicionaran el resultat final de la cirurgia. Si són favorables, el resultat és més alt, i per contra, si són adverses pot ser que no obtinguem el nostre objectiu. En la cirurgia de la Vasovasostomia podem resumir-los en quatre

### Temps d'obstrucció
L'èxit en la reversió de la vasectomia és inversament proporcional al temps transcorregut des de la realització de la vasectomia: a menor temps transcorregut, major percentatge d'èxits. Per sota dels 5 anys solen recuperar la fertilitat fins a un 98% que cau fins al 35% si el temps transcorregut supera els 15 anys. De totes maneres, la cirurgia és possible hagi passat el temps que sigui. Ens trobem que s'han produït embarassos després de 20 anys de vasectomia.

### Presència de granuloma
Un dels factors pronòstics inclosos en el grup de “determinants” vindrà donat per la presència o absència d'un granuloma espermàtic en almenys en uns dels costats on s'ha practicat la vasectomia. En l'exploració física que ha de realitzar-se prèviament a la intervenció, podrem apreciar amb facilitat i de forma clara, la presència o absència d'aquest.
En els casos en què existeixi granuloma, notarem de manera inequívoca un petit nòdul dur i d'una grandària aproximada al d'una llentia. La seva importància radica que actua a manera de vàlvula de descompressió en el costat testicular, de tal forma que l'acumulació d'espermatozoides no lesiona els microtúbuls previs al conducte deferent, de parets molt més fines i de grossor ultramicroscòpic.
En els casos en què no detectem la seva presència en cap dels costats, el pronòstic es basarà completament en el factor temps (interval transcorregut des que es va efectuar la vasectomia). En un article mèdic publicat als EUA, s'ha descrit la intervenció de Vasovasostomia com una de les intervencions urològiques que requereix major desafiament tècnic.
I és que es tracta d'unir amb alta precisió un conducte la llum del qual no sol sobrepassar el mig mil·límetre de diàmetre.
El domini i l'experiència en les tècniques microquirúrgiques, l'elecció de les sutures més fines (no inferiors a 8 “0”), l'execució de l'anastomosi amb precisió en l'acoblament de les mucoses i la realització d'una sutura estanca i sense tensió, són les principals i imprescindibles condicions per aconseguir l'èxit en aquesta cirurgia.

### Experiència del cirurgià
Deixem aquest factor pronòstic per a l'últim lloc sent el més important.
No és cap sorpresa que la Vasovasostomia sigui una de les intervencions urològiques amb la corba d'aprenentatge més alta.
Sent important la destresa, habilitat i paciència, en indispensable la periòdica execució d'aquesta cirurgia, aconsellant-se una cadència mínima de dues intervencions al mes. En cas contrari, el percentatge de bons resultats serà un somni.
En tots els treballs científics en què es revisen els resultats de la Vasovasostomia, l'experiència del cirurgià i el seu grau d'habilitat han elevat els percentatges d'èxit de forma notable i significativa
No oblidem que el cirurgià ofereix un servei al pacient, si l'operació pot dur-se a terme amb tota seguretat i èxit

## Procediment i anestèsia
La intervenció de Vasovasostomia ha de ser realitzada per un cirurgià uròleg expert i experimentat en microcirurgia.
El quiròfan d'una clínica és el lloc indicat, el qual ha d'estar dotat d'un bon microscopi quirúrgic i del material específic en la microcirurgia d'una Vasovasostomia. Són imprescindibles les pinces de punta roma i especialment l'aproximador de Goldstein.
La Reversió de la vasectomia es realitza mitjançant l'aplicació d'anestèsia local, la qual cosa permet que el pacient sigui donat d'alta en finalitzar la intervenció, no precisant ingrés en clínica.

## Estadístiques

### Percentatge de sol·licituds
El percentatge d'homes vasectomizats que sol·liciten la seva reversió, vària segons països i raons.
A EUA xifren entre un 4 i un 6% el nombre de sol·licituds de recanalitzacions, mentre que a Espanya, encara que les estadístiques són poc fiables per la falta de dades, se suposa que no se supera l'1,5%.
De totes les sol·licituds, la causa més freqüent ve generada per la separació i la formació d'una nova parella, generalment més jove i sense fills. Segueix, però molt des de lluny, pel grup de parelles que sense haver-se separat, desitgen tenir un altre fill. Un col·lectiu menys nombrós és el format per separats sense nova parella, i en últim lloc els que després de realitzar-se la vasectomia, no toleren psicològicament ser estèrils.

### Percentatge d'èxits
Considerem que hem aconseguit l'objectiu si en les anàlisis de semen post-quirúrgics apareixen espermatozoides en quantitat i qualitat raonables.
A prop del 98% s'aconsegueix si el temps transcorregut des de la vasectomia no supera els 5 anys i almenys en un dels costats existeix un granuloma espermàtic. El percentatge sobrepassa lleugerament el 90% quan el temps transcorregut es troba entre els 5 i els 10 anys i comptem amb la presència de granuloma en almenys un dels costats.
Per sobre dels 10 anys les millors estadístiques no superen el 60%, baixant fins al 35% quan el temps aquesta entre els 15 i els 20 anys.

### Percentatge d'embarassos
La taxa d'embarassos dependrà de factors com:
- Temps transcorregut des de la realització de la vasectomia
- La presència d'un granuloma espermàtic en almenys un dels dos costats de la vasectomia. Aquest granuloma actua com a “vàlvula” de descompressió, evitant una hiperpressió en els fins i delicats vasos epididimaris i la subsegüent ruptura d'aquests, després de la qual cosa es desenvolupa una fibrosis que els oclou fent ineficaç la vasovasostomia.
- L'excel·lent salut ginecològica de la dona és imprescindible per a la consecució d'un embaràs.
- El percentatge d'embarassos en els casos en els quals s'ha constatat la presència d'un granuloma en almenys un costat i el temps des de la vasectomia no excedeix els 15 anys, estableix entre un 52 i un 70%.